# Osservatorio astronomico nazionale del Cile
L'Osservatorio Astronomico Nazionale del Cile (in spagnolo: Observatorio Astronómico Nacional de Chile - OAN) è un osservatorio astronomico di proprietà e gestito dal Dipartimento di Astronomia dell'Università del Cile (UCh). 
Si trova sul Cerro Calán, una collina nel comune di Las Condes. Il comune è un sobborgo orientale di Santiago situato nella provincia e nella regione metropolitana omonime. L'osservatorio è stato fondato nel 1852 ed è stato preso in gestione dall'università nel 1927.
La struttura sul Cerro Calán è stata completata nel 1962.

## Storia
Una prima idea dell'OAN può essere ricondotta alla Gillis Expedition, un progetto dell'Osservatorio Navale degli Stati Uniti guidato da James Melville Gilliss, che arrivò in Cile nel 1849 per osservare Marte e Venere dall'emisfero meridionale. Gilliss e il suo gruppo installarono le loro attrezzature sul Cerro Santa Lucía. Dopo aver completato il progetto nel 1852, Gilliss vendette le attrezzature e gli edifici che le ospitavano al governo del Cile, che costituì quindi il centro astronomico.
Dopo due anni di operatività sulla collina di Santa Lucía, il direttore del nuovo osservatorio, Carlos Guillermo Moesta, notò che il riscaldamento diurno della roccia scura della collina faceva muovere leggermente l'intero terreno. Come risultato di questa scoperta, Moesta decise che sarebbe stato meglio spostare l'osservatorio altrove. Una nuova struttura fu costruita nel 1857 in quella che oggi è il comune di Quinta Normal, e l'OAN si trasferì ufficialmente nel nuovo sito nel 1862. Tuttavia, si rivelò una delle posizioni più nebbiose dell'intera zona. L'edificio è ora sede della Scuola tecnica dell'Aviazione Civile.
Nel 1908 il presidente Pedro Montt nominò il tedesco Friedrich Wilhelm Ristenpart come direttore dell'osservatorio e questi decise un nuovo trasferimento in quello che oggi è il sobborgo di Lo Espejo, a sud di Santiago. Ristenpart morì nel 1913 e il successivo direttore, Alberto Obrecht, completò lo spostamento nel 1916.
Federico Rutllant divenne direttore nel 1950 e nel 1956 l'osservatorio aprì una nuova sede sul Cerro Calán, sotto la sua direzione. Il trasferimento fu completato nel 1962.